# Sebastián Herrero y Espinosa de los Monteros
Sebastián Herrero y Espinosa de los Monteros (ur. 20 stycznia 1822 w Jerez de la Frontera (Kadyks), zm. 9 grudnia 1903 w Walencji) – hiszpański biskup rzymskokatolicki czterech diecezji. Ostatecznie arcybiskup Walencji w latach 1898–1903, od 1903 kardynał prezbiter.

## Życiorys

### Młodość i wykształcenie
Urodził się w rodzinie szlacheckiej, będąc po kądzieli potomkiem markizów de Monte Olivar. Skończył studia humanistyczne i filozoficzne w Kadyksie. W Sewilli uzyskał tytuł doktora obydwu kierunków. Jednocześnie poświęcił się naukom prawnym, a także dał się poznać jako pisarz i poeta. Pracował początkowo jako adwokat, by wreszcie w roku 1856, będąc pod ogromnym wrażeniem spustoszenia, jakie spowodowała epidemia cholery, zdecydować się na wstąpienie do stanu duchownego.

### W stanie duchownym
W roku 1856 wstąpił do Kongregacji Oratorium św. Filipa Neri. Cztery lata później został wyświęcony na kapłana. 17 września 1875 Papież Pius IX mianował go biskupem diecezji Cuenca. Święcenia biskupie przyjął 30 listopada 1875 roku. 18 grudnia 1875 został mianowany biskupem Vitorii. Zrezygnował z tego stanowiska w czerwcu 1880 roku w związku z problemami zdrowotnymi. 27 marca 1882 roku został mianowany biskupem Oviedo. Stanowisko to piastował do 15 marca 1883, kiedy to objął biskupstwo w Kordobie. 24 marca 1898 Papież Leon XIII mianował go arcybiskupem walenckim. Pięć lat później z rąk tego samego papieża otrzymał nominację kardynalską. Kreowany kardynałem prezbiterem 22 czerwca 1903 roku. Jako kościół tytularny przydzielono mu bazylikę św. Bonifacego i św. Aleksego na Awentynie. Po śmierci Leona XIII uczestniczył w konklawe, które wybrało nowego papieża Piusa X. Zmarł 9 grudnia 1903 roku w Walencji. Pochowany w krypcie katedry w Walencji.